# Чепкируи, Джойс
Джойс Чепкируи — кенийская легкоатлетка, которая специализируется в беге на длинные дистанции. Серебряная призёрка Всеафриканских игр 2011 года на дистанции 1500 метров. На чемпионате мира по полумарафону 2010 года заняла 5-е место — 1:09.30. Заняла 2-е место на чемпионате Кении 2012 года в беге на 10 000 метров, и тем самым вошла в состав олимпийской сборной. На Олимпиаде в Лондоне бежала 10 000 метров, но не смогла закончить дистанцию. В 2012 году дебютировала в марафоне, приняв участие в Лондонском марафоне, на котором она не смогла закончить дистанцию. На Лондонском марафоне 2013 года заняла 15-е место, показав время 2:35.54.
Чемпионка Африки по кроссу 2012 года. Победительница пробега World's Best 10K 2013 года.

## Достижения
- 2011:  Боготинский полумарафон — 1:13.34
- 2012:  Пражский полумарафон — 1:07.03